# Rodion Amirov
Pour les articles homonymes, voir Amirov.
Rodion Rouslanovitch Amirov (en russe : Родион Русланович Амиров), né le 2 octobre 2001 à Salavat en Bachkirie et mort le 14 août 2023 à Munich (Bavière), est un joueur professionnel russe de hockey sur glace. Il évolue au poste d'attaquant.

## Biographie

### Carrière en club
Formé au Salavat Ioulaïev Oufa, il commence sa carrière en junior dans la MHL lors de la saison 2017-2018. Le 3 septembre 2019, il joue son premier match dans la KHL avec le Salavat face au HC Red Star Kunlun. Le 26 septembre 2020, il marque ses deux premiers buts dans la KHL face au HK Vitiaz.
Il est choisi au premier tour, en quinzième position, par les Maple Leafs de Toronto lors du repêchage d'entrée dans la LNH 2020. Le 15 avril 2021, il signe un contrat d'entrée avec les Maple Leafs.
En février 2022, les Maple Leafs annoncent qu'Amirov souffre d'une tumeur au cerveau. Il ne joue pas lors de la saison 2022-2023.

### Carrière internationale
Il représente la Russie au niveau international. Il prend part aux sélections jeunes.
Le 5 novembre 2020, il marque son premier but en sélection senior face à la Finlande dans un match comptant pour la Coupe Karjala.

### Décès
Il meurt d'une tumeur au cerveau le 14 août 2023 à l'âge de 21 ans.

## Statistiques

### En club
| Saison    | Équipe                | Ligue |    | Saison régulière | Saison régulière | Saison régulière | Saison régulière | Saison régulière |   | Séries éliminatoires | Séries éliminatoires | Séries éliminatoires | Séries éliminatoires | Séries éliminatoires |
| Saison    | Équipe                | Ligue | PJ | B                | A                | Pts              | Pun              | PJ               | B | A                    | Pts                  | Pun                  |                      |                      |
| 2017-2018 | Tolpar                | MHL   | 12 | 2                | 1                | 3                | 4                | 2                | 0 | 0                    | 0                    | 0                    |                      |                      |
| 2018-2019 | Tolpar                | MHL   | 31 | 13               | 13               | 26               | 14               | 8                | 4 | 2                    | 6                    | 2                    |                      |                      |
| 2019-2020 | Tolpar                | MHL   | 17 | 10               | 12               | 22               | 31               | 5                | 1 | 1                    | 2                    | 2                    |                      |                      |
| 2019-2020 | Salavat Ioulaïev Oufa | KHL   | 21 | 0                | 2                | 2                | 4                | -                | - | -                    | -                    | -                    |                      |                      |
| 2019-2020 | Toros Neftekamsk      | VHL   | 5  | 1                | 2                | 3                | 0                | 6                | 1 | 3                    | 4                    | 0                    |                      |                      |
| 2020-2021 | Salavat Ioulaïev Oufa | KHL   | 39 | 9                | 4                | 13               | 6                | 9                | 0 | 0                    | 0                    | 6                    |                      |                      |
| 2020-2021 | Toros Neftekamsk      | VHL   | 3  | 1                | 1                | 2                | 0                | -                | - | -                    | -                    | -                    |                      |                      |
| 2020-2021 | Tolpar                | MHL   | -  | -                | -                | -                | -                | 5                | 3 | 0                    | 3                    | 0                    |                      |                      |
| 2021-2022 | Salavat Ioulaïev Oufa | KHL   | 10 | 1                | 2                | 3                | 0                | -                | - | -                    | -                    | -                    |                      |                      |
| 2021-2022 | Toros Neftekamsk      | VHL   | 3  | 0                | 0                | 0                | 0                | -                | - | -                    | -                    | -                    |                      |                      |

### En équipe nationale
| Année | Compétition                          |   | PJ | B | A | Pts | Pun | +/-               |  | Résultat |
| 2019  | Championnat du monde moins de 18 ans | 7 | 6  | 3 | 9 | 2   | +4  | Médaille d'argent |  |          |
| 2021  | Championnat du monde junior          | 7 | 2  | 4 | 6 | 4   | -4  | 4e place          |  |          |